# La Valse
La Valse (El Vals) és una obra musical del compositor francès Maurice Ravel, escrita per a orquestra el 1920 com a homenatge a la memòria de Johann Strauss.

## Origen i context
Com indica la correspondència del compositor, la idea d'escriure un poema simfònic basat en el vals vienès sota el títol de Wien es remunta al 1906. Tanmateix, el projecte es va retardar molt de temps. Després de la Primera Guerra Mundial i de la mort de la seva mare, la salut i la moral de Ravel van quedar força tocades. Després de passar alguns mesos de reclusió a la casa d'un amic a Lapras en Ardèche, entre el 1919 i el 1920 va començar a recuperar la capacitat per treballar.
L'obra no es va començar a materialitzar fins a finals de 1919 gràcies a Serguei Diàguilev, que va pensar oferir-la en una versió coreogràfica la temporada 1920-1921. Finalment, Ravel va acabar l'obra la primavera de 1920 sota un nou nom: La Valse.

## Representacions
L'obra està dedicada a Misia Sert, a l'apartament de la qual, l'abril de 1920, es va tocar per primera vegada gràcies a Diàguilev i amb la presència d'Ígor Stravinski i de Francis Poulenc. La reacció de Diàguilev va ser rellevant: "Ravel, és una obra mestra, però no és un ballet. Més aviat és la pintura d'un ballet". Diàguilev va rebutjar l'obra, ja que li semblava que no es podia representar. Després d'aquesta mostra de menyspreu, Ravel mai va tornar a treballar amb ell.
La Valse es va estrenar com una peça orquestral el desembre de 1920. La seva primera posada en escena com a ballet va tenir lloc a Anvers el 2 d'octubre de 1926 a la Vlaamse Opera, amb coreografia de Sonia Korty. Posteriorment, es va presentar com un ballet d'Ida Rubinstein el 1929 a l'Òpera de París.

## Característiques
Es tracta d'una obra ambigua escrita en homenatge a la memòria de Johann Strauss. La Valse és, de fet, una cadena de valsos que se segueixen sense solució de continuïtat. Concebuda en principi com una apoteosi del vals vienès, el vals de Ravel no té res d'obra lleugera i la seva rítmica implacable acaba per produir un indiscutible efecte de tragèdia.
El principi unificador té dues característiques: d'una banda, podem considerar grosso modo que la peça s'inscriu en un immens crescendo; i de l'altra, que «tota sencera deriva d'un ritme central». Però l'interès, fins i tot la novetat d'aquest "poema coreogràfic" d'escriptura essencialment dinàmica, és l'elecció del seu subjecte (el vals vienès) i la manera amb la qual aquest és tractat. Perquè lluny dels poemes simfònics tradicionals que es basen sobre una anècdota extramusical que il·lustren, el vals de Ravel pren per subjecte la música mateixa (en aquest cas el famós ritme a tres temps).
El treball del compositor va consistir principalment a reestructurar un material sonor preorganitzat i que es pot reconèixer. Com ha assenyalat molt bé Jules Van Ackere: «no és el tema escollit el que dona el to a l'obra, sinó més aviat el potencial de desenvolupament de la matèria. En altres paraules, el punt de vista tècnic». En aquest sentit, el camí de Ravel és en aquest cas molt pròxim al de Gustav Mahler, qui componia les seves simfonies a partir de marxes militars o de Ländler (ball precedent del vals i també a tres temps).
La Valse es beneficia també del gran ofici de Ravel com a orquestrador, ja que l'efectiu instrumental utilitzat és molt important. Se succeeixen sobretot «efectes tan variats com els tremolo els de les flautes, els harmònics dels violins, els glissandi dels arcs o de les arpes». Reprenent un procediment utilitzat en el Concert per a la mà esquerra, l'obra al principi sembla sorgir del soroll i després, organitzant a poc a poc gira ràpidament cap a l'inexorable. El mateix Ravel la descriu com «un remolí fantàstic i fatal».

## Instrumentació
- Flautí
- 2 flautes
- 2 oboès
- Corn anglès
- 2 clarinets
- Clarinet baix
- 2 fagots
- Contrafagot
- 4 trompes
- 3 trompetes
- 3 trombons
- Tuba
- 3 timbales
- Triangle
- Pandereta
- Caixa
- Plats
- Bombo
- Castanyetes
- Tam-tam
- Lira
- Cròtals
- 2 arpes
- Corda[4]

## Escenografia
La partitura publicada el 1921 porta una descripció sobre l'imaginari de l'obra: «Remolins de núvols ofereixen indicis, a través d'esquerdes, de les parelles del vals. Els núvols es dispersen a poc a poc, es pot distingir un hall immens amb una multitud remolí. L'escena creix progressivament més brillant. La llum de les làmpades d'aranya esclata al fortissimo. Un tall imperial, sobre 1855».
«[L'escenari] … estableix el context, però no va més enllà. Ni tan sols comença a tenir en compte allò que el mateix Ravel reconeixia com l'element ‘fantàstic i fatal’ de la partitura, la catàstrofe explosiva que, en última instància, distingeix La Valse com un dels productes artístics més aterridors de la Primera Guerra Mundial».